# Afgift
En afgift er en skat typisk på varer og tjenester. Det er endvidere betegnelsen for en opkrævning af en betalingsfordring, som indgår i nationalregnskabet. Danmarks Statistik skelner mellem to hovedtyper af afgifter: 
- Afgifter af varer og tjenester i forbindelse med produktion og salg.
- Andre produktionsafgifter

## Afgifter af varer og tjenester i forbindelse med produktion og salg
Disse afgifter er direkte knyttet til en vare- eller tjenestestrøm, og provenuet en funktion omsætningen. Eksempler på denne type afgift er moms, told, forbrugsafgifter og tinglysningsafgifter. 
Der skelnes endvidere mellem værdiafgifter, som er knyttet til prisen på de afgiftsbelagte varer eller tjenesteydelser, og mængdeafgifter, hvor der er en fast afgift pr. stk. I Danmark er værdiafgifterne mest almindelige.

## Andre produktionsafgifter
Definitionen dækker de skatter og afgifter, der er i forbindelse med produktion og salg, men ikke er direkte knyttet til en vare- eller tjenestestrøm. Blandt disse er f.eks. kødkontrollen og forskellige afgifter ved udførsel af specielle produkter til udlandet.
Gebyrer, f.eks. på kørekort og pas er i nationalregnskaberne for EU – lande opgjort under "andre produktionsafgifter", men opfattes i andre sammenhænge som en selvstændig kategori. 

## Mål
Målet med afgifter er enten finanspolitisk eller adfærdsregulerende. Momsen er et finanspolitisk instrument, fordi den er ens for alle varer og tjenesteydelser. Gennem opkrævningen af momsen dæmpes det private forbrug og samtidig opnår den offentlige sektor en indtægt. Differentieret moms kendes fra flere lande, f.eks. Sverige. Her er nogle varegrupper enten helt fritaget for, eller belagt med en reduceret afgift. Differentieret moms har et adfærdsregulerende sigte.
Andre afgifter med adfærdsregulerende sigte er de såkaldte giftskatter , miljøafgifter og energiafgifter. Afgifter på forurenende produktion, spildevandsudledning og lignende opfattes som udmøntningen af princippet: Skadevolderen betaler omkostningerne. 

## Virkning
Afgifter har en målbar virkning på forbrugernes valg af alternativer; men effekten af f.eks. energiafgifter kan først vurderes efter en længere periode. Alternativerne, f.eks. forbud mod anvendelse af bestemte produkter virker hurtigere, men kan i nogle tilfælde komme i konflikt med EU's konkurrenceregler. I argumentationen for at foretrække afgifter for forbud indgår også, at forbrugerne i nogle tilfælde fortrækker at betale en bøde og fortsætte den uønskede adfærd. Forbudspolitik kræver derfor et ofte omkostningstungt kontrolsystem. 